# The Greatest Hits (INXS)
The Greatest Hits è un album discografico di raccolta del gruppo rock australiano INXS, pubblicato nel 1994.

## Tracce
UK (Mercury)
1. Mystify
2. Suicide Blonde
3. Taste It
4. The Strangest Party (These Are the Times)
5. Need You Tonight
6. Original Sin
7. Heaven Sent
8. Disappear
9. Never Tear Us Apart
10. The Gift
11. Devil Inside
12. Beautiful Girl
13. Deliver Me
14. New Sensation
15. What You Need
16. Listen Like Thieves
17. Bitter Tears
18. Baby Don't Cry

USA (Atlantic)
1. The One Thing
2. Original Sin
3. What You Need
4. Listen Like Thieves
5. Shine Like It Does
6. Need You Tonight
7. Devil Inside
8. New Sensation
9. Never Tear Us Apart
10. Suicide Blonde
11. Disappear
12. The Stairs
13. Heaven Sent
14. Beautiful Girl
15. The Strangest Party (These Are the Times)
16. Deliver Me

Australia (WEA) 
1. Just Keep Walking
2. The Loved One
3. Don't Change
4. Original Sin
5. I Send a Message
6. Burn for You
7. What You Need
8. This Time
9. Kiss the Dirt (Falling Down the Mountain)
10. Listen Like Thieves
11. Need You Tonight
12. Mediate
13. Devil Inside
14. New Sensation
15. Never Tear Us Apart
16. Suicide Blonde
17. Disappear
18. Heaven Sent
19. The Gift
20. The Strangest Party (These Are the Times)